# Список палаців Венеції

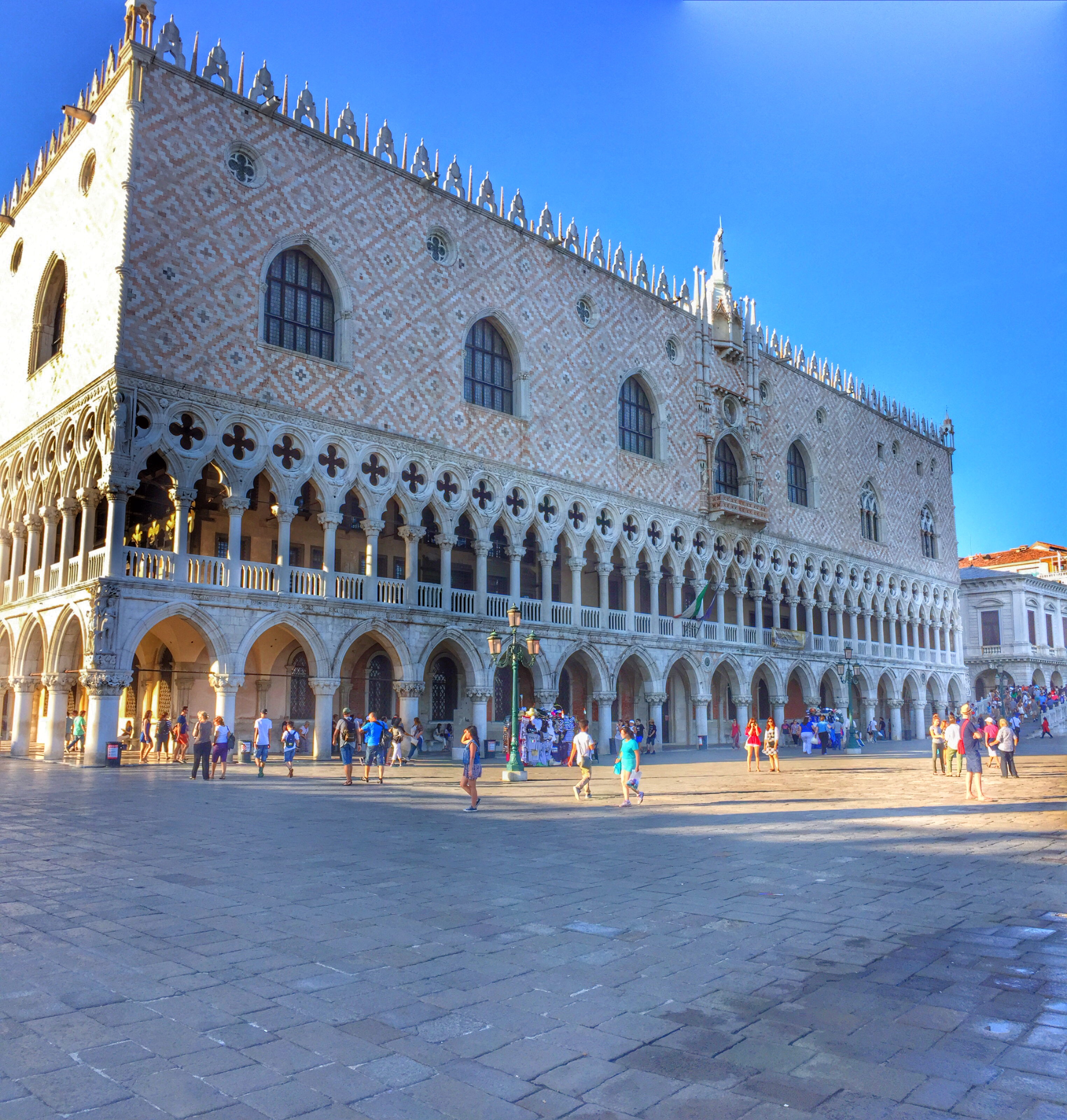
Палац дожів

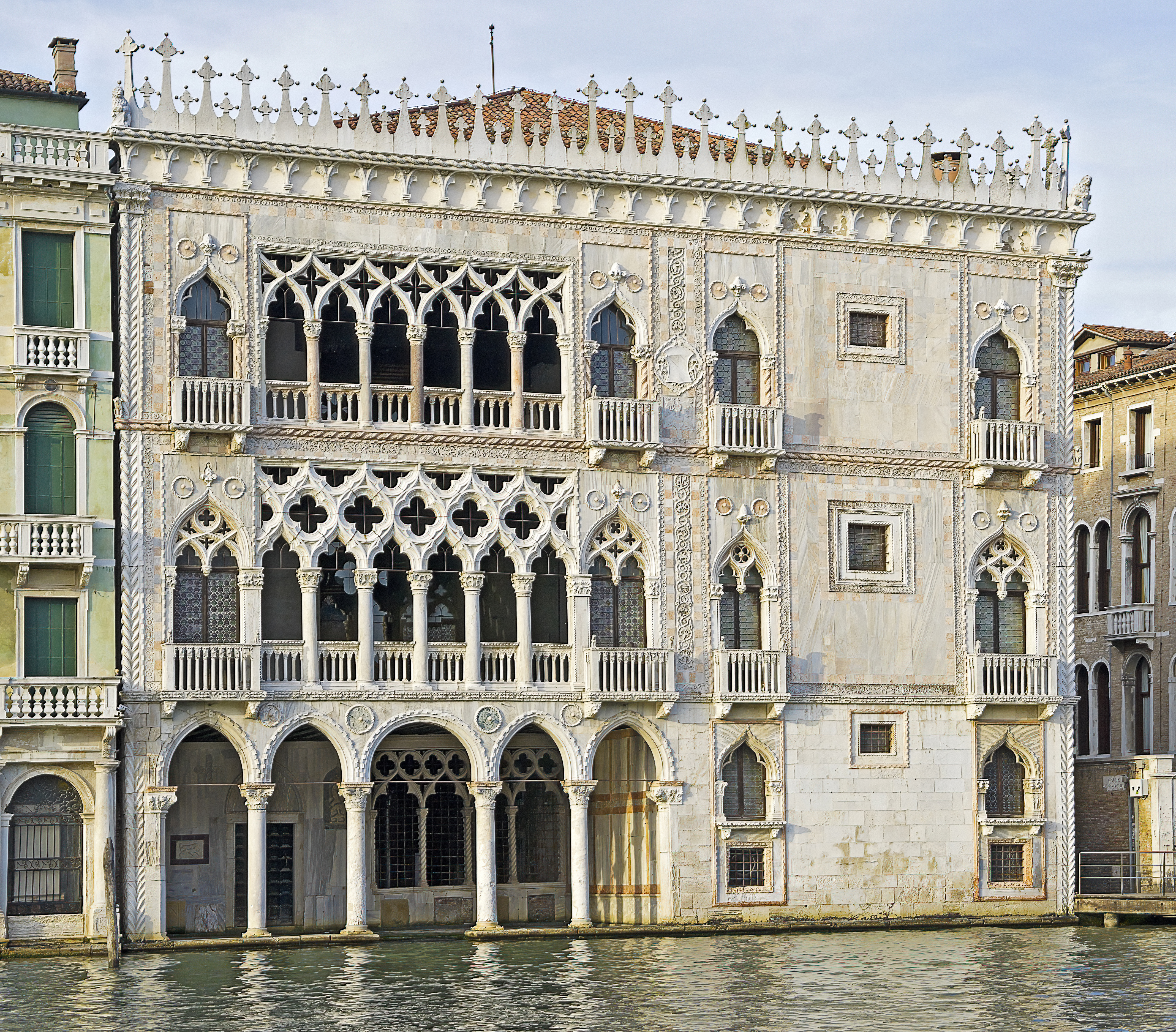
Ка-д’Оро

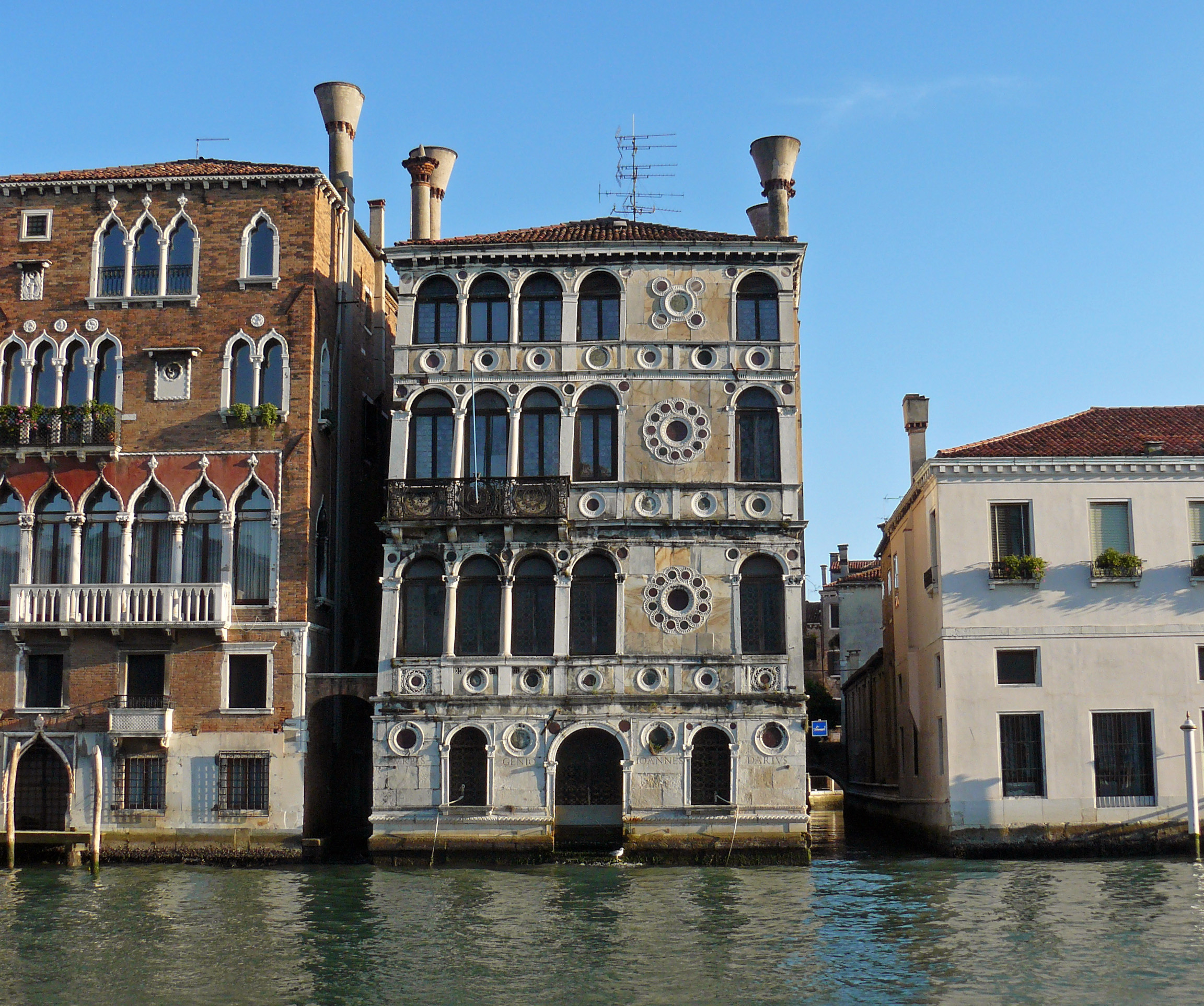
Ка-Даріо

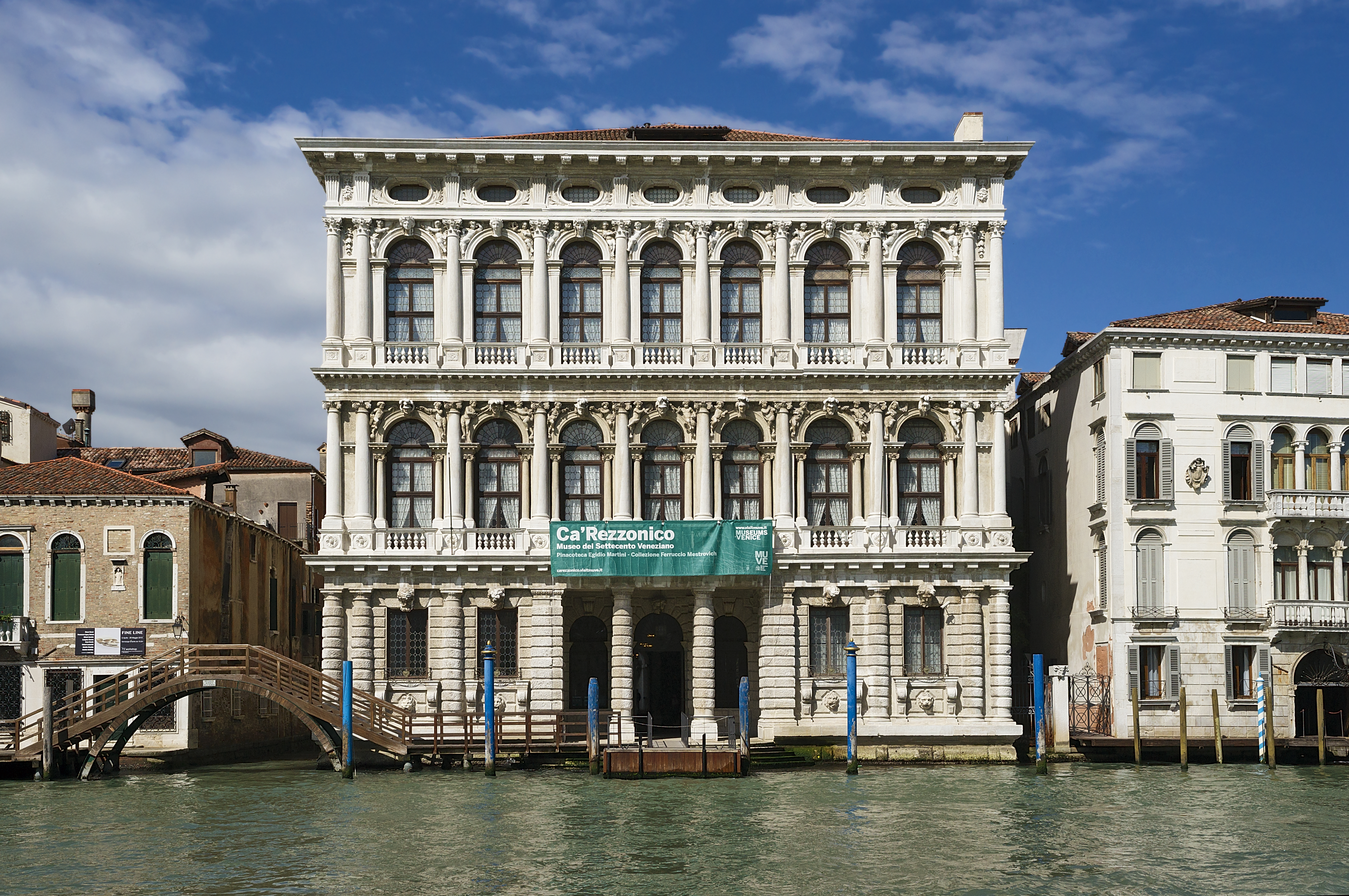
Ка-Реццоніко

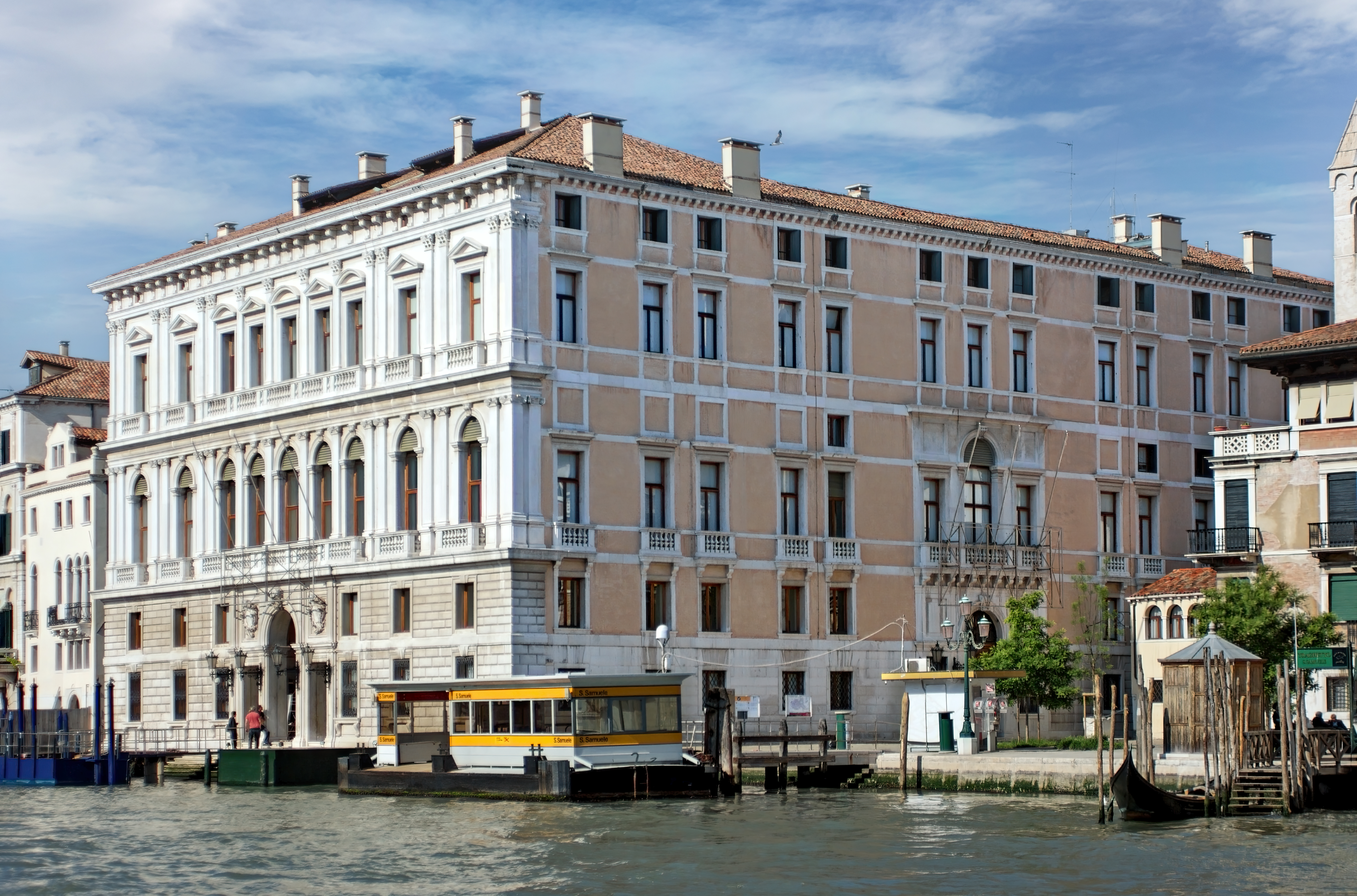
Палаццо Грассі

Венеція славиться великою кількістю палаців. Фактично кожний будинок на Гранд-каналі та в центральній частині міста можна віднести до цього визначення. Палацовий комплекс Венеції створювався протягом багатьох століть. Століття розвитку й розквіту Венеційської республіки потрапляли під вплив візантійського, готичного, романського стилів. Великий внесок зробила епоха Відродження.
Історично палацом міг називатися тільки Палац дожів (італ. Palazzo Ducale). Інші будівлі, що претендували на це звання, повинні були носити ім'я Ка (італ. Ca), скорочене від Casa, що означає «дім». Пізніше особняки почали називати Палаццо (італ. Palazzo), тобто палац. Кожний впливовий венеційський рід вважав своїм обов'язком побудувати особняк, можливо і не один. У результаті багато особняків у назвах почали відображати прізвища власників. Для будівництва та оздоблення родових палаців родини залучали кращих архітекторів, скульпторів та художників.

## Найвідоміші палаци
- Палац дожів — Palazzo Ducale
- Ка-Біондетті — Ca' Biondetti
- Ка-Даріо — Ca' Dario, Palazzo Dario
- Ка-дель-Дука — Ca 'del Duca
- Ка-Корнер-делла-Реджина — Ca' Corner della Regina
- Ка-Лоредан — Ca' Loredan, Palazzo Corner Piscopia, Loredan
- Ка-да-Мосто — Ca' da Mosto
- Ка-д’Оро — Ca d’Oro, Palazzo Santa Sofia
- Ка-Пезаро — Ca' Pesaro
- Ка-Реццонико — Ca' Rezzonico
- Ка-Трон — Ca' Tron
- Ка-Фавретто — Ca' Favretto
- Ка-Фарсетті — Ca' Farsetti, Palazzo Dandolo Farsetti
- Ка-Фоскарі — Ca' Foscari, Palazzo Foscari
- Палаццо Адольдо — Palazzo Adoldo
- Палаццо Альбрицці — Palazzo Albrizzi
- Палаццо Бальбі — Palazzo Balbi
- Палаццо Бальбі-Вальє — Palazzo Balbi Valier
- Палаццо Барбаріго — Palazzo Barbarigo
- Палаццо Барбаріго-делла-Терацца — Palazzo Barbarigo della Terrazza
- Палаццо Барбаро — Palazzo Barbaro
- Палаццо Барбаро-Волкофф — Palazzo Barbaro Wolkoff
- Палаццо Бауер — Palazzo Bauer
- Палаццо Беллоні-Батталья — Palazzo Belloni Battagia
- Палаццо Бембо — Palazzo Bembo
- Палаццо Болдо-а-Сан-Феліче — Palazzo Boldù a San Felice
- Палаццо Брандолін-Рота — Palazzo Brandolin Rota
- Палаццо Вендрамін-Калержі — Palazzo Vendramin Calergi, Ca' Vendramin Calergi, Palazzo Loredan Vendramin Calergi
- Палаццо Веньєр-дей-Леоні — Palazzo Venier dei Leoni
- Палаццо Грассі — Palazzo Grassi
- Палаццо Грімані-ді-Сан-Лука — Palazzo Grimani di San Luca
- Палаццо Грімані-ді-Санта-Марія-Формоза — Palazzo Grimani di Santa Maria Formosa
- Палаццо Грітті-Морзіні — Palazzo Gritti Morosini, Palazzo Gritti (San Marco)
- Палаццо Гуссоні-Грімані-делла-Віда — Palazzo Gussoni Grimani Della Vida
- Палаццо Дандоло — Palazzo Dandolo
- Палаццо Дандоло-Паолуччі — Palazzo Dandolo Paolucci
- Палаццо Джустініан — Palazzo Giustinian
- Палаццо Джустініан-Лолін — Palazzo Giustinian Lolin
- Палаццо Джустініан-Пезаро — Palazzo Giustinian Pesaro
- Палаццо Джустініан-Персіко — Palazzo Giustinian Persico
- Палаццо Дольфін-Манін — Palazzo Dolfin-Manin
- Палаццо Дона (Санта-Кроче) — Palazzo Donà (Santa Croce)
- Палаццо Дона-Джованеллі — Palazzo Donà Giovannelli
- Палаццо Дона-делла-Мадонета — Palazzo Donà della Madoneta
- Палаццо Дона-Бальбі — Palazzo Donà Balbi
- Палаццо Дуодо (Санта-Кроче) — Palazzo Duodo (Santa Croce)
- Палаццо Дуодо-а-Сан-Анджело — Palazzo Duodo a Sant’Angelo
- Палаццо деї-Камерлінгі — Palazzo dei Camerlinghi
- Палаццо да-Лецце — Palazzo Da Lezze
- Палацці да-Мула-Морозіні і Чентані-Морозіні — Palazzi Da Mula Morosini e Centani Morosini
- Палаццо Каваллі — Palazzo Cavalli
- Палаццо Каваллі-Франкетті — Palazzo Cavalli Franchetti
- Палаццо Каоторта-Ангаран — Palazzo Caotorta Angaran
- Палаццо Кальбо-Кротта — Palazzo Calbo Crotta
- Палаццо Контаріні-делле-Боволо — Palazzo Contarini del Bovolo
- Палаццо Контаріні-делле-Фіґуре — Palazzo Contarini delle Figure
- Палаццо Контаріні-дал-Дзаффо (Дорсодуро) — Palazzo Contarini dal Zaffo (Dorsoduro)
- Палаццо Контаріні-дал-Дзаффо (Каннареджо) — Palazzo Contarini dal Zaffo (Cannaregio)
- Палаццо Контаріні-Пізані — Palazzo Contarini Pisani
- Палаццо Контаріні-Фазан — Palazzo Contarini Fasan
- Палаццо Корнер-делла-Ка-Гранда — Palazzo Corner della Ca’Grandа
- Палаццо Корнер-Моченіго — Palazzo Corner Mocenigo
- Палаццо Корнер-Спінеллі — Palazzo Corner Spinelli
- Палаццо Корреджо — Palazzo Correggio
- Палаццо Лабіа — Palazzo Labia
- Палаццо Лоредан — Palazzo Loredan (Campo Santo Stefano)
- Палаццо Лоредан-Чіні — Palazzo Loredan Cini
- Палаццо Лоредан-дель-Амбашаторе — Palazzo Loredan dell’Ambasciatore
- Палаццо Мікьєл-дель-Бруза — Palazzo Michiel del Brusà
- Палаццо Мікьєл-далле-Колонне — Palazzo Michiel dalle Colonne
- Палаццо Молін-Еріццо — Palazzo Molin Erizzo
- Палаццо Морозіні-Сагредо — Palazzo Morosini Sagredo
- Палаццо Моченіго (Санта Кроче) — Palazzo Mocenigo (Santa Croce), Museo di Palazzo Mocenigo
- Палацці Моченіго — Palazzi Mocenigo
- Палаццо Пізані-Грітті — Palazzo Pisani Gritti
- Палаццо Пізані-Моретта — Palazzo Pisani Moretta
- Палаццо Руцціні — Palazzo Ruzzini
- Палаццо Соранцо — Palazzo Soranzo
- Палаццо Соранцо-Пізані — Palazzo Soranzo Pisani
- Палаццо Тьєполо — Palazzo Tiepolo
- Палаццо Тьєполо-Пассі — Palazzo Tiepolo Passi
- Палаццо Тревес-де-Бонфілі - Palazzo Barozzi Emo Treves de Bonfili
- Палаццо Фальєр — Palazzo Falier
- Палаццо Флангіні — Palazzo Flangini
- Палаццо Чивран-Грімані — Palazzo Civran Grimani
- Палаццо Еріццо — Palazzo Erizzo
- Палаццо Еріццо-Нані-Моченіго — Palazzo Erizzo Nani Mocenigo
- Фондако-деі-Тедескі — Fondaco dei Tedeschi
- Фондако-деі-Турки — Fondaco dei Turchi

## Палаци на мапі (райони Венеції)

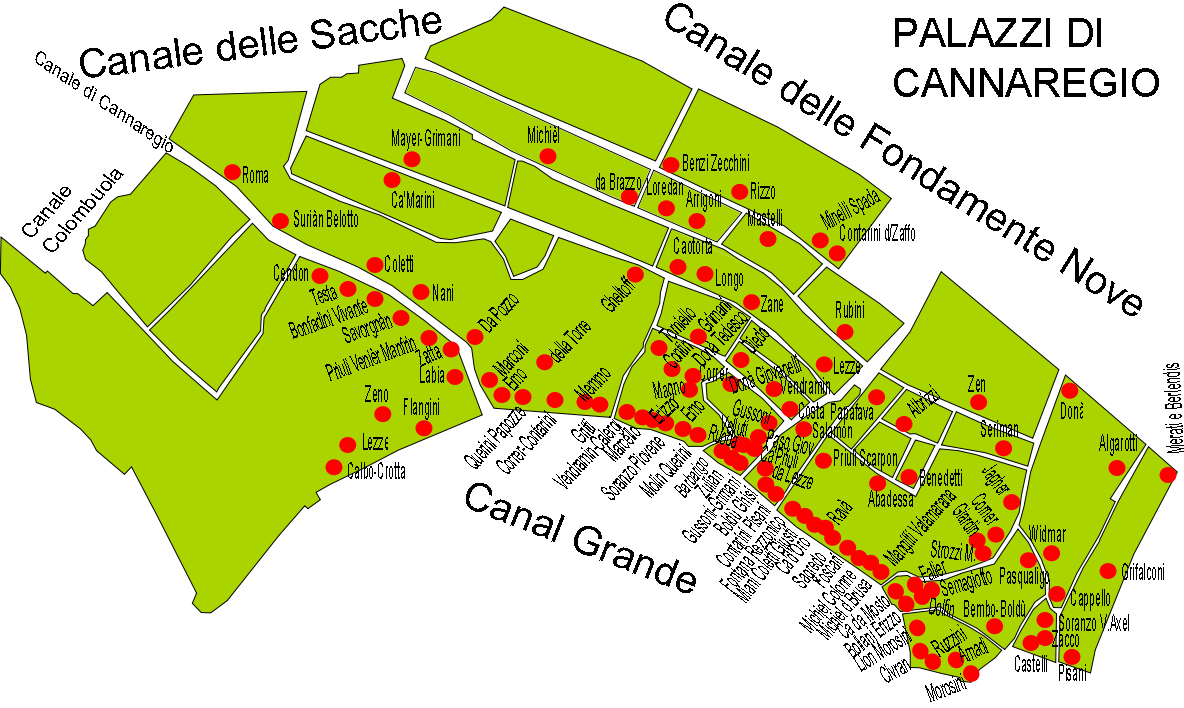
Каннареджо
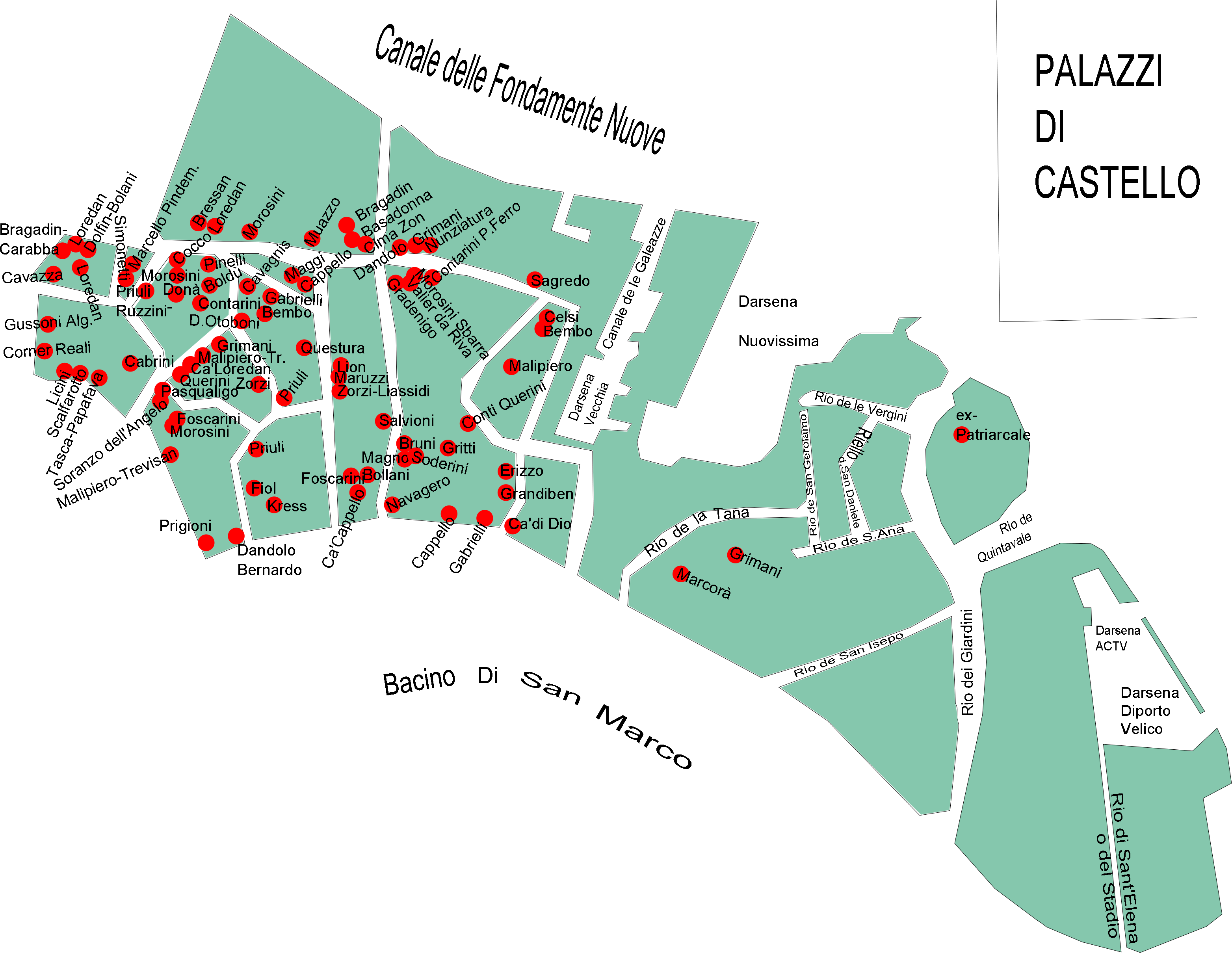
Кастелло
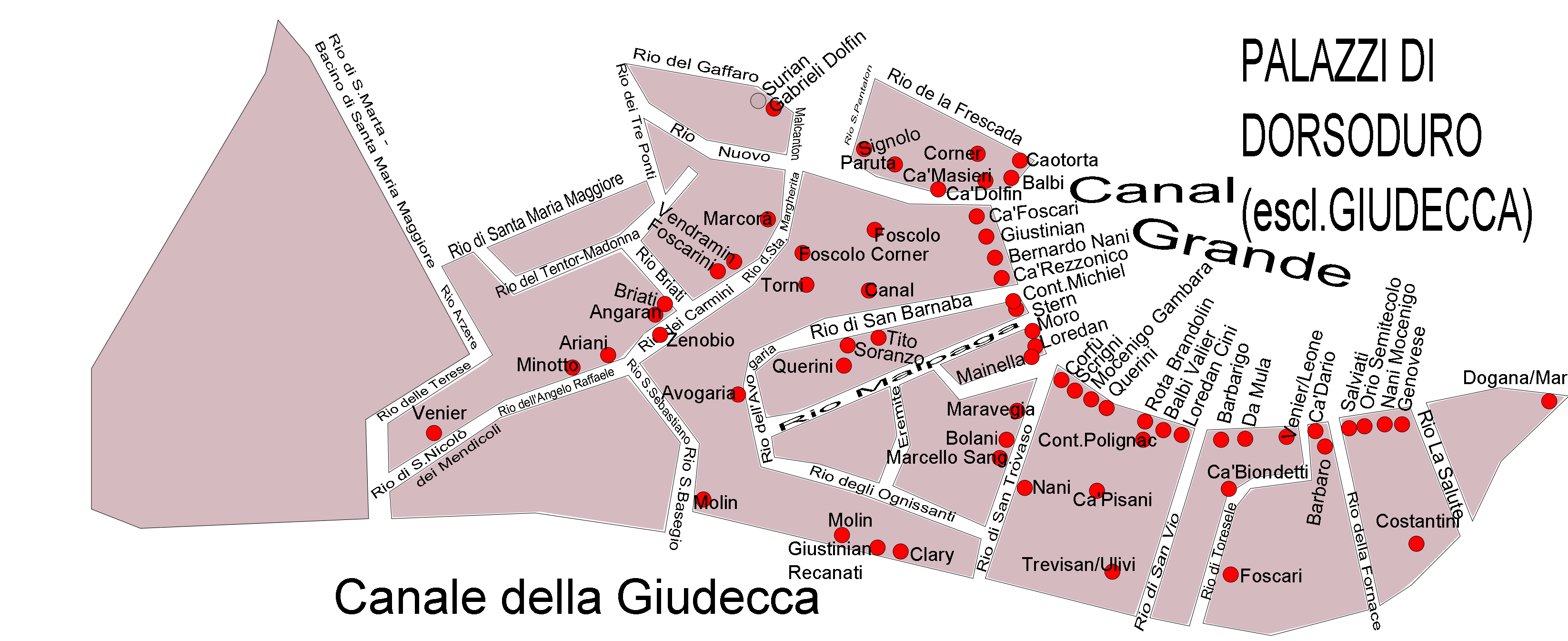
Дорсодуро
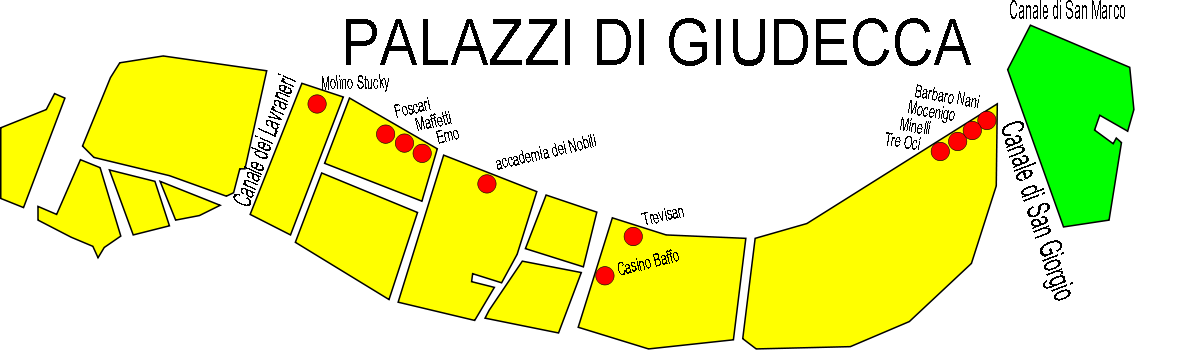
Джудекка
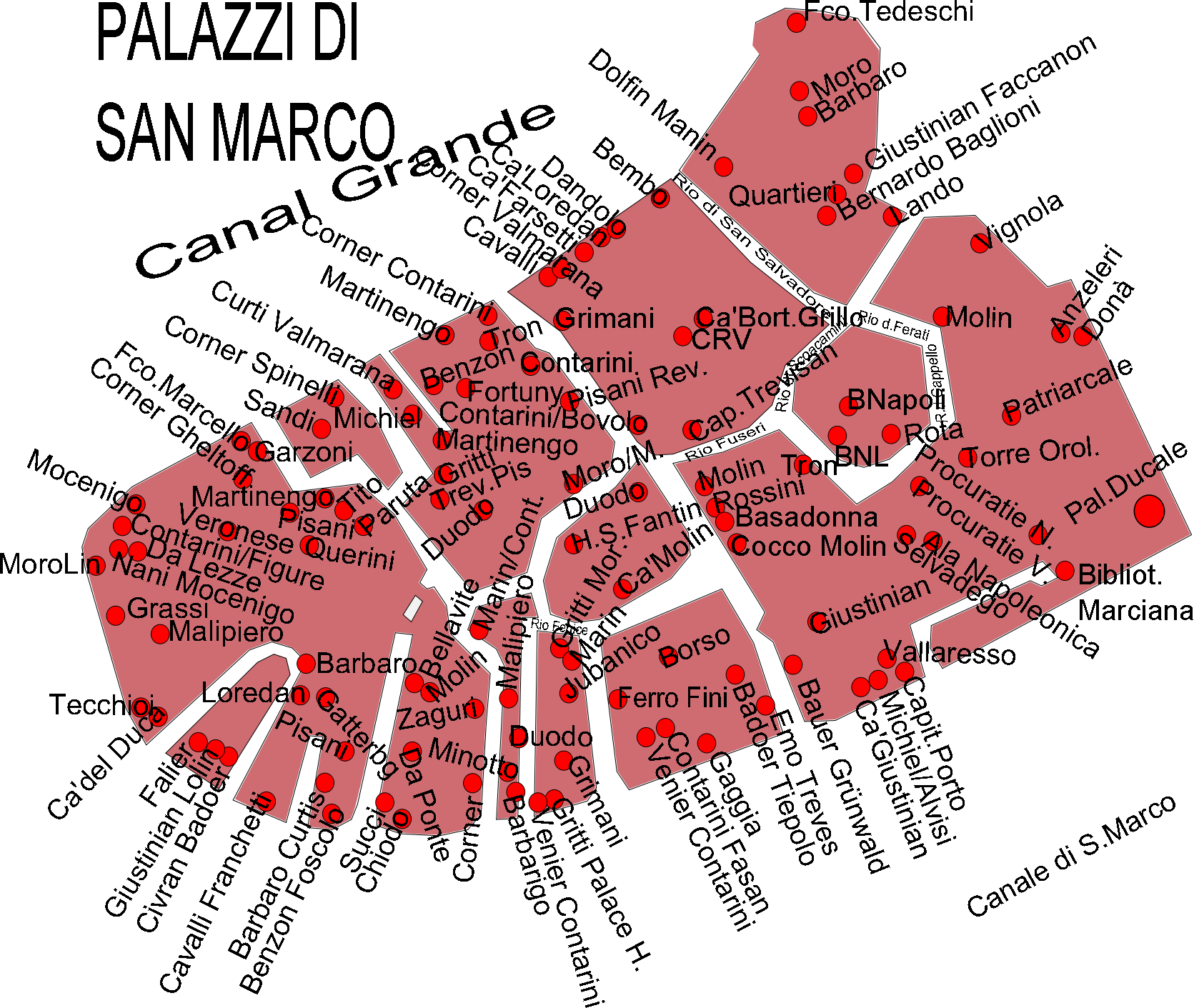
Сан-Марко
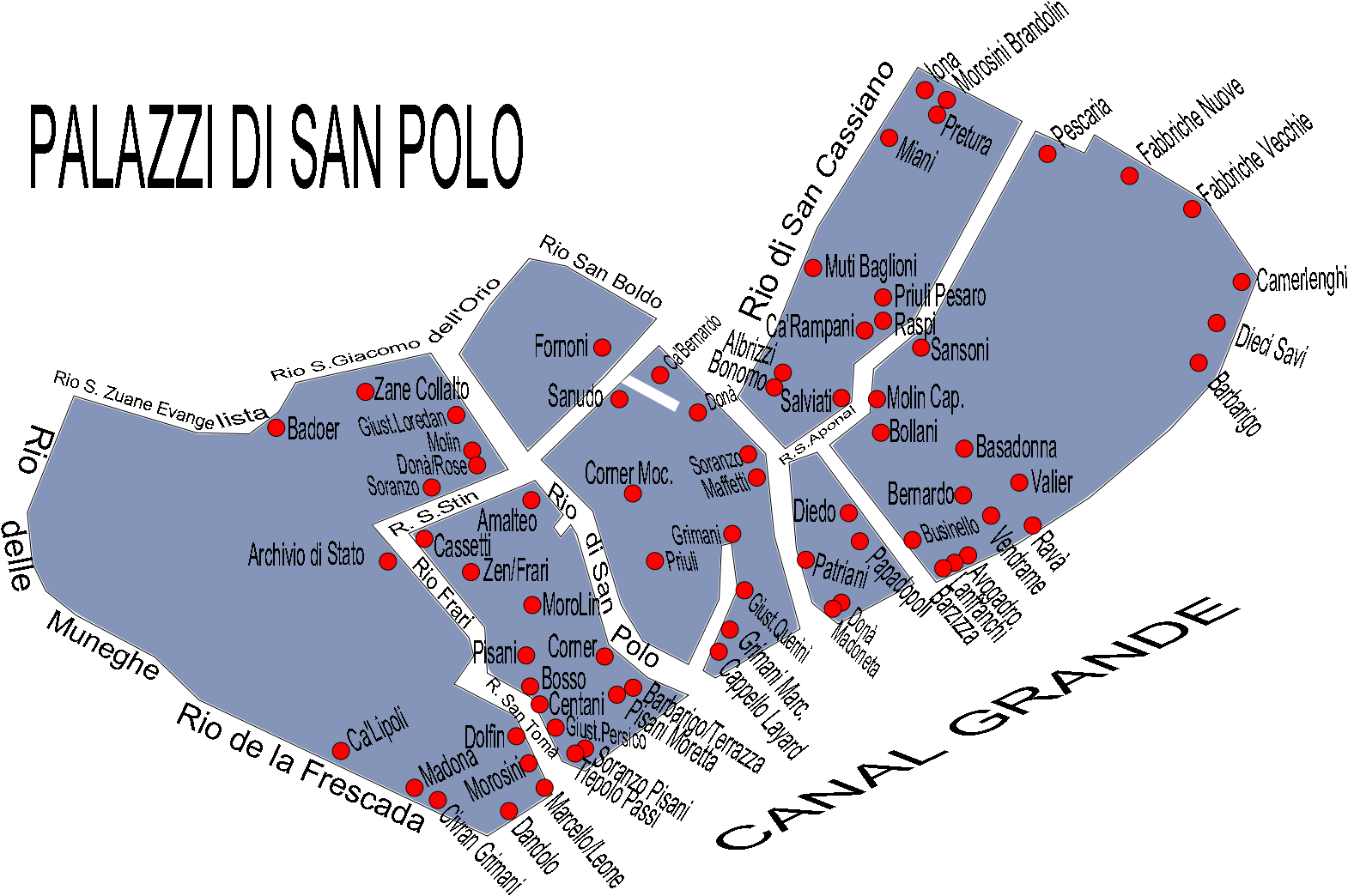
Сан-Поло
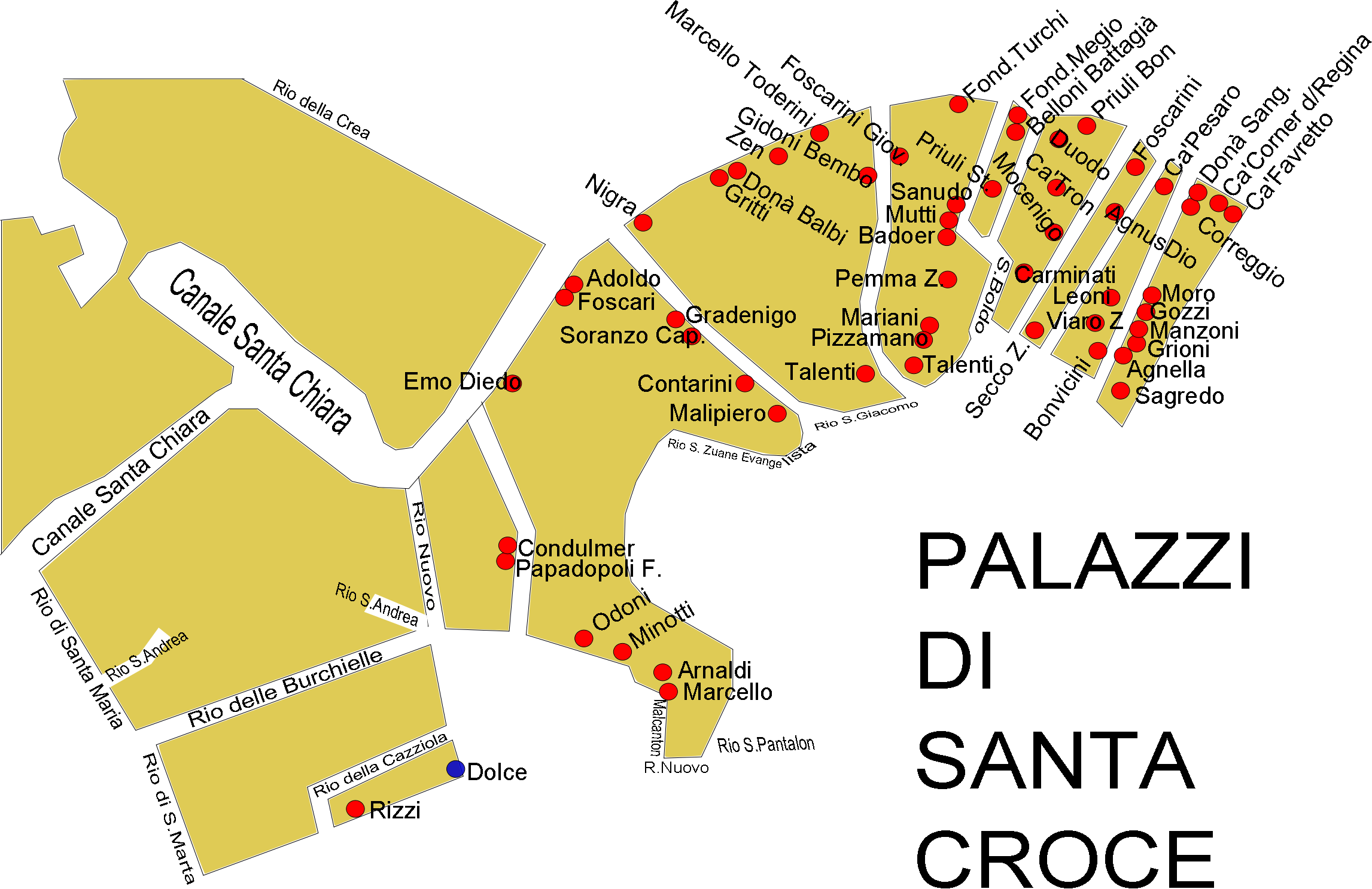
Санта-Кроче